# بينبينيدو كومين
بينبنيدو كومين إي سارتيه (سرقسطة, 1828-إبيديم , 1880) كان رجل سياسي وكاتب إسباني للحركة السياسية الكارلية. كان والد فرانسيسكو خافيير كومين مويا وباسكوال كومين مويا وأيضا جد لخيسوس كومين.

## السيرة الذاتية
بسبب أفكاره التابعة للحركة السياسية كارلي، اضطر والده إلى الهجرة إلى بوردو. وهناك درس بينبينيدو دراساته الأولى. عندما كان عمره أربعة عشر عامًا، عاد إلى سرقسطة، حيث درس أولًا المرحلة الثانوية، ثم تخصّص في دراسات القانون والفلسفة والآداب. في عام 1848 بدأ يمارس مهنة المحاماة، مُحققًا مكانة كبيرة. أصبح يعرف بمحامي الفقراء.
شارك في المؤامرة الكارلية سنة 1855، الذي عانى بسببه من النفي مرة أخرى، كان مستشارًا في عدة مناسبات ومُفوَّض في بلدية سرقسطة، في أواخر عهد الملكة إيزابيل الثانية.
بعد وقوع ثورة عام 1868كان عضوًا في مجلس كارلوس دي بوربون وآوستريا-إستي (كارلوس السابع)، ورئيسًا في سرقسطة للجمعية الكاثوليكية-الملكية.
عند اندلاع الحرب الكارلية الثالثة، تم اعتقاله ونفيه. بناءً على طلب دون كارلوس، عرض في لجنة لندن الأسس القانونية لحقه في عرش إسبانيا. طوال فترة طويلة شغل منصب المحامي الخاص لدون كارلوس، وكان يتولى مختلف شؤون الدولة. عقب انتهاء الحرب، عاد الى سرقسطة، حيث كان سيفتتح مكتب محاماة جديد. كان زعيم الكارليين في منطقة أراغون وأسّس الصحيفة التقليدية «لا بيرسيفيرانثيا»، التي كانت تُنشر في سرقسطة. كما أسّس في هذه المدينة جمعيات مؤتمرات القديس فينسينت دي بول.

## الأعمال
- المسيحية وعلم القانون في علاقتهما بالحضارة (1857).
- ملاحظات حول الأدب المسيحي (1866).
- الكاثوليكية والعقلانية: دراسة في الأدب الكاثوليكي في القرن التاسع عشر، المجلد الأول (1867).
- الكاثوليكية والعقلانية: دراسة في الأدب الكاثوليكي في القرن التاسع عشر، المجلد الثاني (1868).
- السياسة الإسبانية التقليدية (1870).
- عذراء وشهيدة: رواية تاريخية دينية. مشاهد وعادات من القرون الأولى للمسيحية (1876).

كما ترك أعمالًا غير منشورة: مثل أنخيليكا (رواية)؛ المسيح الملك، دراسة في السياسة المسيحية؛ العذراء مريم (تأملات) وعدة أعمال أخرى.